# Кабанов Володимир Іванович (залізничник)
Володимир Іванович Кабанов (нар. 1902, місто Москва, Російська Федерація — ?) — радянський діяч, залізничник, машиніст депо, голова Дорпрофсожу Ленінської залізниці в Москві. Депутат Верховної Ради СРСР 1-го скликання.

## Біографія
Народився в родині машиніста паровоза залізниці. З 1918 року працював учнем слюсаря паровозного депо Москва-Сортувальна. Потім був помічником машиніста паровоза.
Член ВКП(б).
З кінця 1920-х років — машиніст депо Москва-Сортувальна Ленінської залізниці.
З серпня 1937 року — голова дорожнього комітету профспілки робітників залізничного транспорту (Дорпрофсожу) Ленінської залізниці в Москві.

## Нагороди
- Значок почесного залізничника
- Значок ударника сталінського призову